# Tor wodny Świnoujście–Szczecin

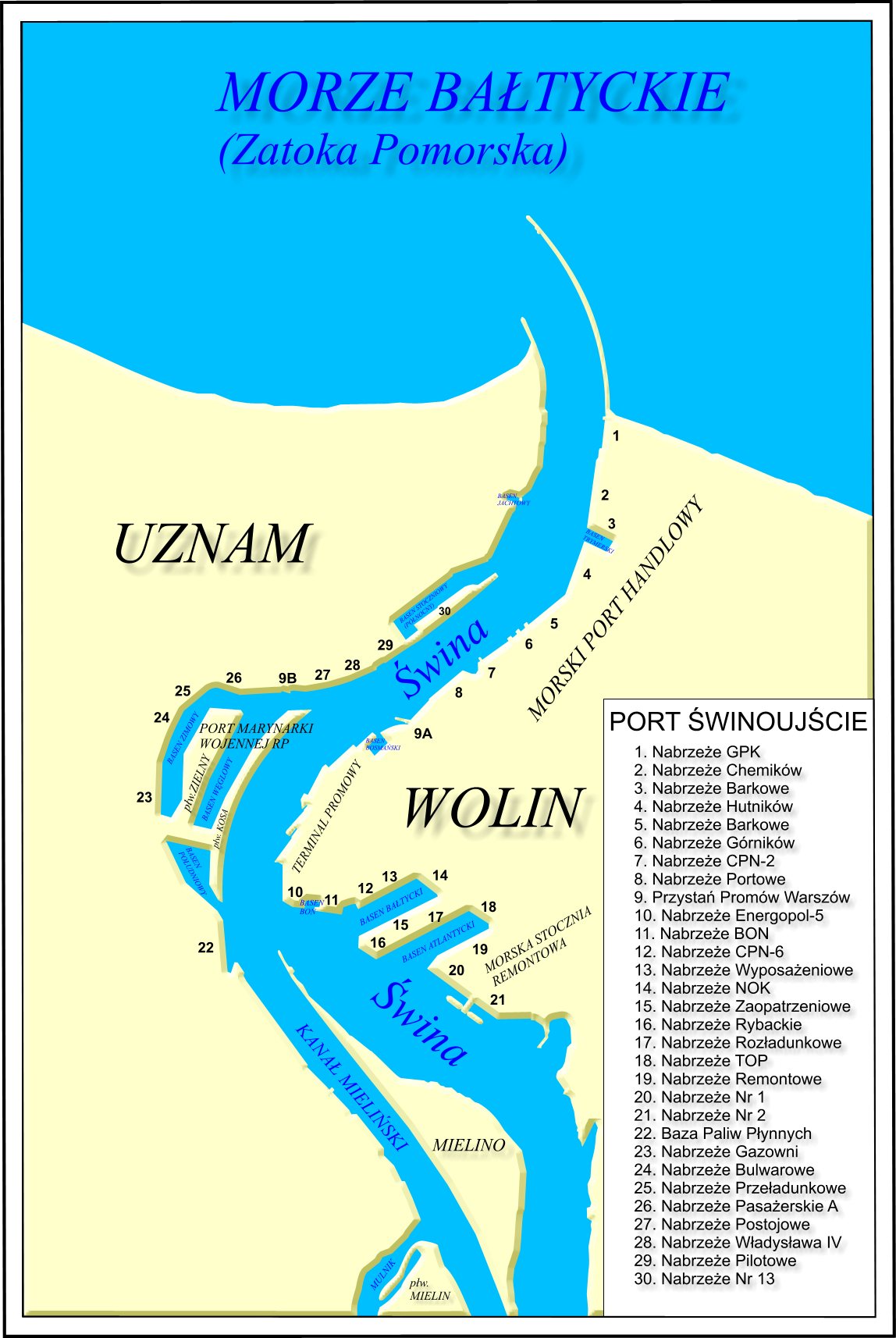
Północny fragment farwateru szczecińskiego: port morski na Świnie i Kanał Mieliński w Świnoujściu

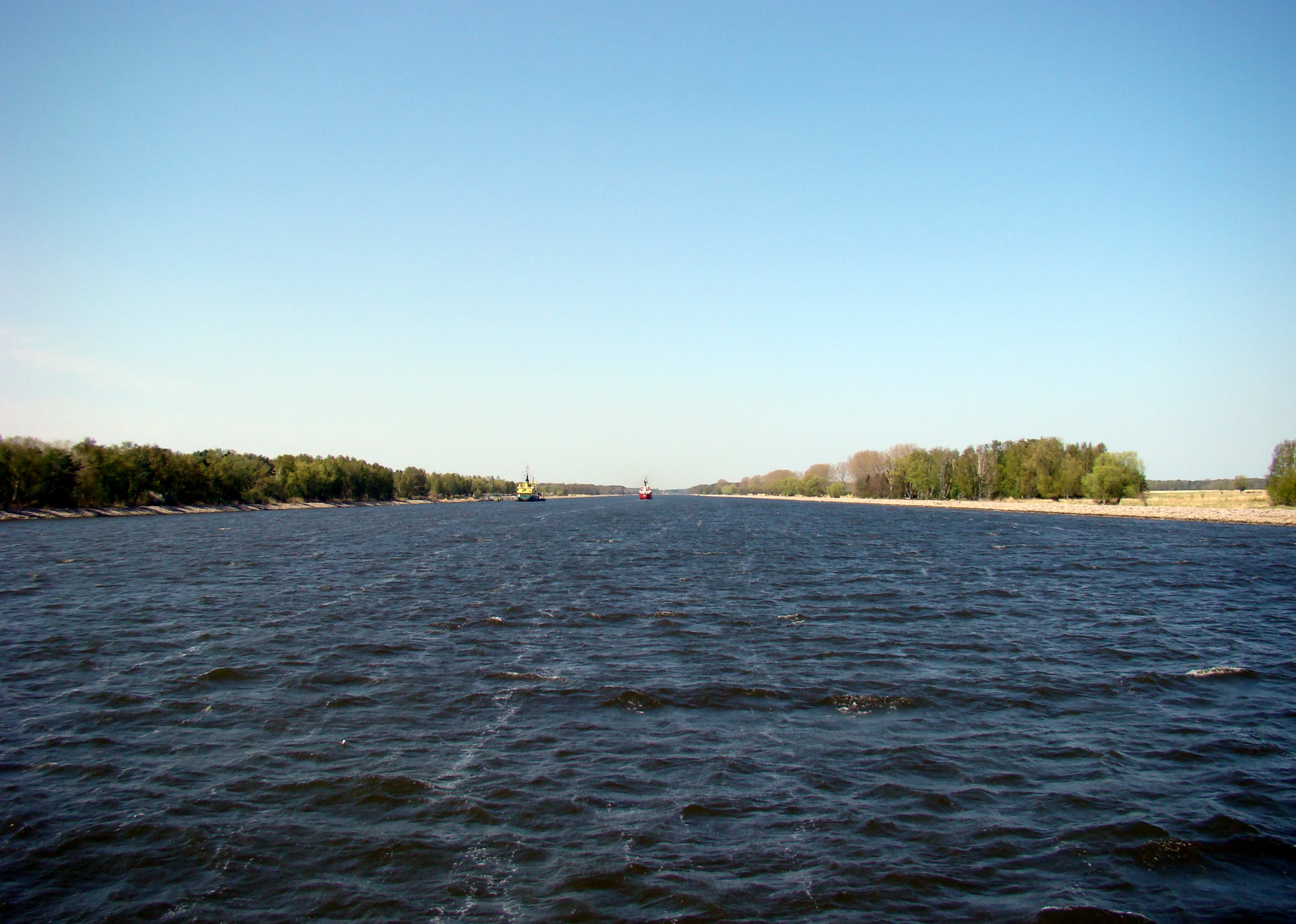
Kanał Piastowski

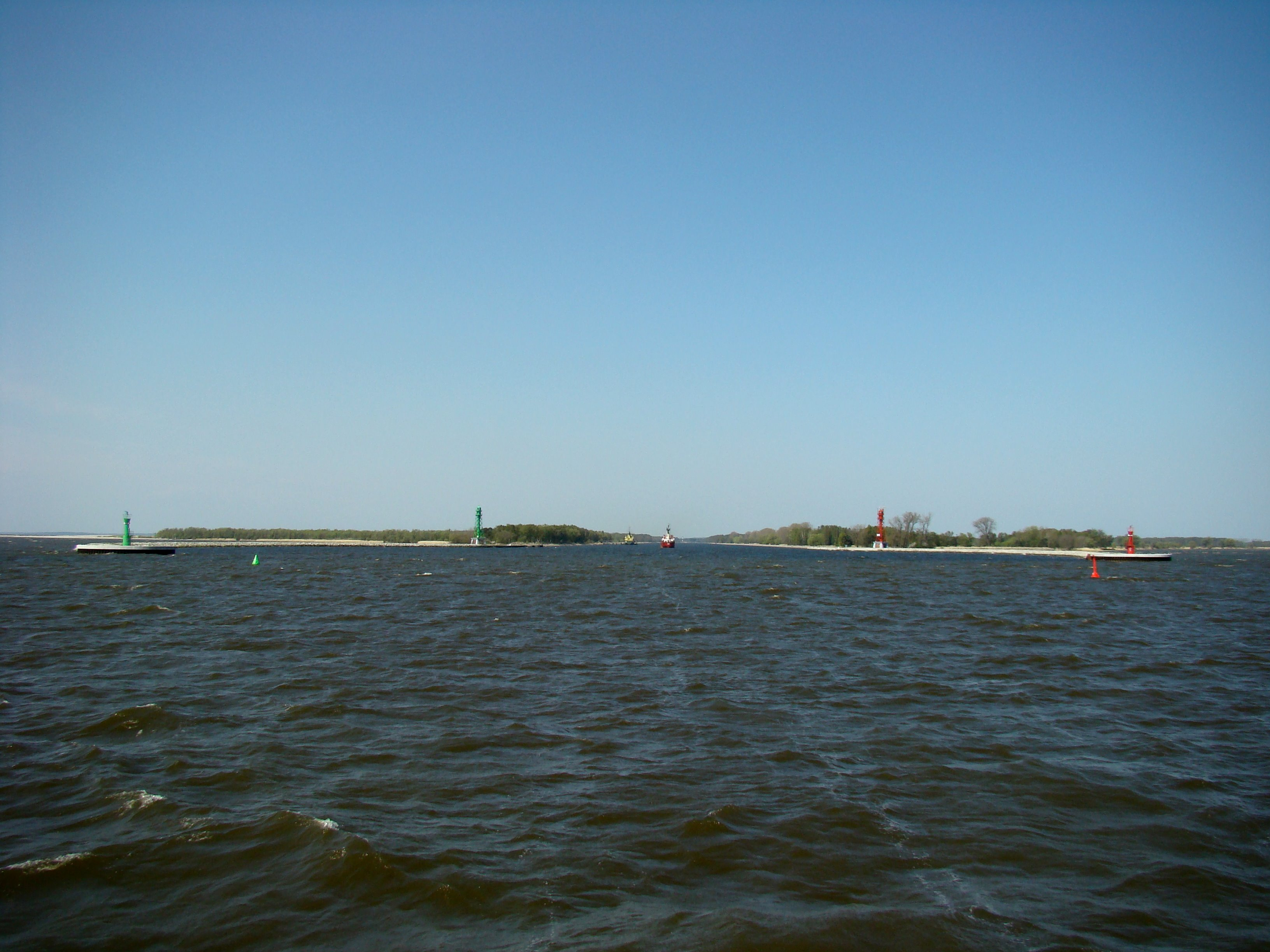
Brama torowa nr 1

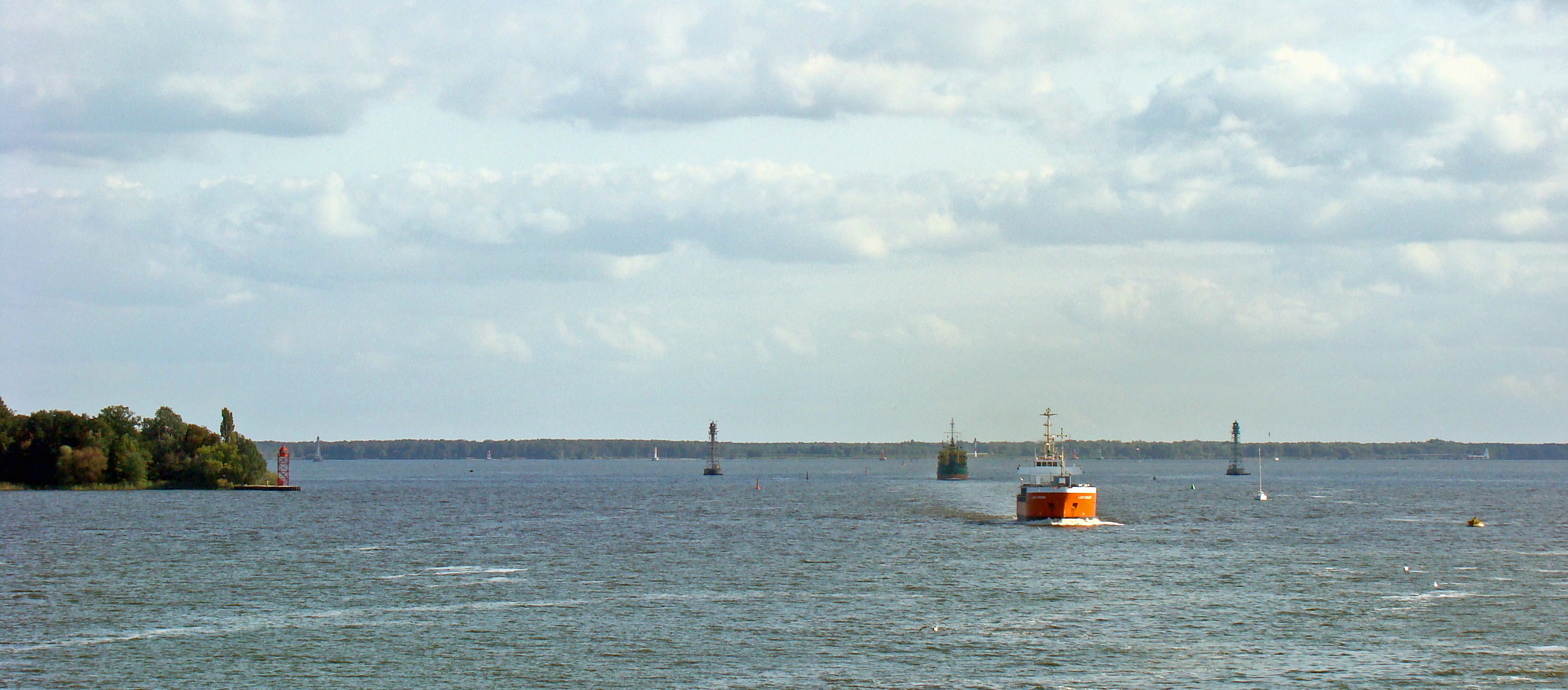
Statki na torze wodnym Szczecin-Świnoujście widok w kierunku Roztoki Odrzańskiej z lewej wyspa Chełminek

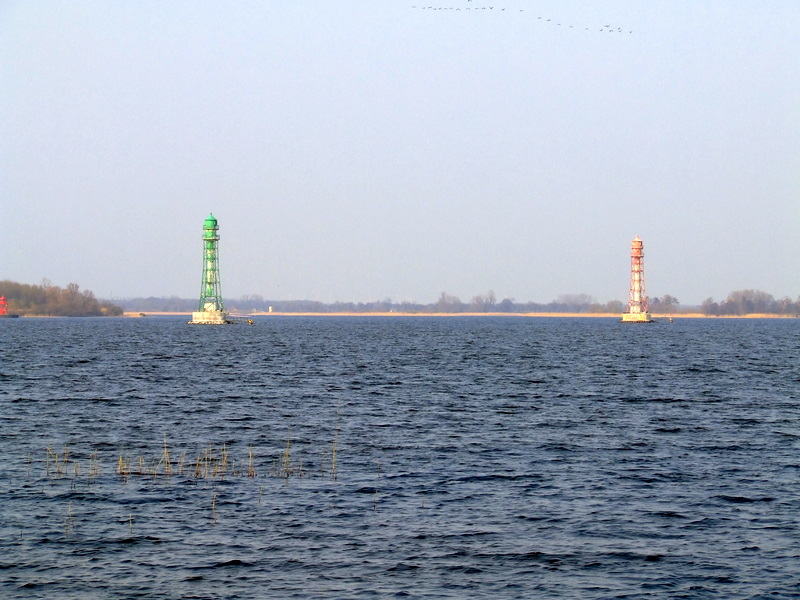
Brama torowa nr 4

Tor wodny Świnoujście–Szczecin – stanowi sztuczną drogę wodną o długości 67,35 km. Prowadzi od pławy podejściowej na kotwicowisku w Zatoce Pomorskiej przez Świnę w Świnoujściu, Kanał Mieliński, Kanał Piastowski, Zalew Szczeciński, Roztokę Odrzańską, Odrę (Szeroki Nurt, Domiążę) do portu morskiego w Szczecinie.

## Dane eksploatacyjne
Licząc od główek falochronu centralnego w kierunku południowym tor wodny Świnoujście–Szczecin ma długość 67,35 km.
- Długość wynosi ok. 38 Mm.
- Szerokość wynosi ok. 250 m
- Klasa drogi wodnej Vb klasa – > 3000 t
- Liczby:
  - bram torowych – 4 (8 staw)
  - pław, dalb – 52

| Brama | Pozycja (N) | Pozycja (E) | Odległość (Mm) | Różnica (Mm) |
| ----- | ----------- | ----------- | -------------- | ------------ |
| Nr 1  | 53°48,48'   | 14°20,34'   | 0              | 0            |
| Nr 2  | 53°45,62'   | 14°24,21'   | 3,68           | 3,68         |
| Nr 3  | 53°42,75'   | 14°28,05'   | 3,68           | 7,36         |
| Nr 4  | 53°39,87'   | 14°31,93'   | 3,68           | 11,04        |

| Odcinek toru [km] | Głębokość techniczna [m] |
| ----------------- | ------------------------ |
| 0 → 3,1           | 14,3                     |
| 3,1 → 5,28        | 13,0                     |
| 5,28 → 67,35      | 10,5                     |

| Odcinek toru [km] | Szerokości [m] |
| ----------------- | -------------- |
| 0 → 1,8           | 180–160        |
| 1,8 → 2,1         | 160–130        |
| 2,1 → 2,7         | 130–110        |
| 2,7 → 5,5         | 110–90         |
| 5,5 → 67,35       | 90             |

## Infrastruktura morska wzdłuż toru wodnego Świnoujście–Szczecin
Wzdłuż toru wodnego Świnoujście–Szczecin zlokalizowane są następujące porty: Świnoujście, Trzebież, Stepnica, Police, Szczecin, a w rejonie toru – port morski Nowe Warpno.